# Bavia capistrata
Bavia capistrata är en spindelart som först beskrevs av Koch C.L. 1846.  Bavia capistrata ingår i släktet Bavia och familjen hoppspindlar. Inga underarter finns listade.